# الحبج الاسفل (البيضاء)
الحبج الأسفل هي إحدى قرى الجمهورية اليمنية. وهي تتبع جغرافيًا لمحافظة البيضاء. وإداريًا لمديرية الزاهر. يبلغ تعداد سكانها 2351 نسمة حسب الإحصاء الذي جرى عام 2004.